# 徽宁路
徽宁路是中華人民共和國上海市黃浦區的一條道路，西起制造局路，东至普育东路，全长1273米，宽10米至19.5米。中華民国元年（1912年），徽宁浜被填埋，徽宁路稍後建成，路名來自於徽州府和寧國府旅滬同鄉人組織徽宁会馆。